# Дука фон Кадар, Фридрих Петер
Фридрих Петер Дука (С 1809 года — барон Фридрих Петер Дука фон Кадар; нем. Peter Duka von Kádár; 1756[…], Осиек — 29 декабря 1822 или 29 декабря 1822  [10 января 1823], Вена) — австрийский фельдцейхмейстер (генерал от инфантерии; 1813), александровский кавалер (1813).

## Биография
Родился в 1756 года в австрийском Эссеге (ныне Осиек, Хорватия).
В 1776 году поступил на военную службу прапорщиком в 13-й Валашско-Иллирийский пехотный полк, расквартированный в Карансебеше, где проявил значительные способности, и два года спустя (1778) был повышен до лейтенанта и переведён в Генеральный штаб, где в дальнейшем служил около 15 лет, получив повышения до капитана (1787) и до майора (1789).
С началом Французских революционных войн Дука был направлен штабным офицером в армию принца Кобургского в Австрийские Нидерланды (1793). Накануне сражения при Фамаре (1793) несколько дней занимался разведкой местности, участвовал в создании диспозиции боя, а в самом сражении шёл в атаку в авангарде одной из колонн. За отличия, как и в этом сражении, так и в последующих боях при Берлемоне и при Мобёже, был повышен до подполковника и награждён рыцарским крестом Военного ордена Марии Терезии (высшей австрийской наградой за доблесть в бою; 1794).
В 1795 году, будучи начальником штаба фельдмаршала Вурмзера, Дука спланировал успешное наступление на Мангейм, а в 1796 году, произведённый в полковники, находился в той же должности в Италии, где разработал диспозицию битвы при Кастильоне против  войск молодого французского военачальника — генерала Наполеона Бонапарта, которую вместе с Вурмзером и проиграл. 
Несмотря на это, был повышен до генерал-майора (1798) и служил в штабе эрцгерцога Карла в Праге. Когда эрцгерцог Карл был назначен командующим австрийских войск на германском театре боевых действий, туда за ним последовал и Дука, который вскоре отличился в битве при Штокахе (1799).
После окончания Войны второй коалиции был назначен комендантом Темешвара (ныне Тимишоара, Румыния; 1800—1801), но уже вскоре был повышен в чине до фельдмаршал-лейтенанта (генерал-лейтенанта; 1801) и в 1801—1805 году служил при эрцгерцоге Карле, участвуя, без особой эффективности, в проведении военных реформ, задуманных эрцгерцогом. С 1803 года был почётным шефом венгерского 39-го пехотного полка австрийской армии. 
В 1805 году был назначен главнокомандующим войсками в Банате, в 1808 году получил от императора Франца титул барона фон Кадара.
В 1813 году был произведён в фельдцейхмейстеры и назначен генерал-адъютантом императора Франца, и в этом качестве участвовал в Войне шестой коалиции. Был лично знаком русскому императору Александру I (Александр и Франц, каждый со своей свитой, вместе находились в действующей армии, в частности, в Лейпцигском сражении), и был награждён им орденом Святого Александра Невского (1813). 
После окончания Наполеоновских войн, Дука фон Кадар оставался главнокомандующим в Банате, кроме того, являлся австрийским тайным советником.
Скончался в 1822 году в Вене.